# Spačva (skog)
Spačva är en skog i Kroatien.   Den ligger i länet Srijem, i den östra delen av landet, 250 km öster om huvudstaden Zagreb.